# آنا کیزنهوفر
آنا کیزنهوفر (آلمانی: Anna Kiesenhofer؛ زادهٔ ۱۴ فوریهٔ ۱۹۹۱) دوچرخه‌سوار زن اهل اتریش است.
وی در مسابقات بین‌المللی در مجموع برندهٔ ۱ مدال طلا شده‌است.